# هاشم کلاهی
هاشم کلاهی (۲ اردیبهشت ۱۳۳۵–۲۳ آبان ۱۴۰۳) کشتی‌گیر اهل ایران بود. او در وزن ۹۰ کیلوگرم کشتی فرنگی مردان در بازی‌های المپیک تابستانی ۱۹۷۶ مونترآل شرکت کرد.
پهلوان کلاهی در مسابقات آسیایی ۱۹۸۱ به مدال طلا دست یافت. در این رقابت، تیم کشتی ایران، با کسب ۸ مدال طلا، یک نقره و یک برنز قهرمان آسیا شود.
هاشم کلاهی مدتی مربی تیم ملی کشتی ایران و همچنین سرمربی تیم کشتی آزاد هما بود.